# Черніков Сергій Миколайович
Сергі́й Микола́йович Че́рніков (28 квітня (11 травня) 1912, Сергієв Посад, нині Московської області — 23 січня 1987, Київ) — російський і український математик. Член-кореспондент АН УРСР (з 1967).

## Біографія
1933 року закінчив Саратовський педагогічний інститут.
У 1933–1961 роках викладав у різних вищих навчальних закладах РРФСР.
У 1961–1964 роках працював завідувачем відділу Свердловського відділення Математичного інституту АН СРСР.
Від 1965 року працював в Україні — завідувачем відділу в Інституті математики АН УРСР.
Нагороджено орденом Дружби народів, медалями.
1974 року відзначено премією імені Крилова АН УРСР.
Праці стосуються теорії груп, лінійних нерівностей і лінійного програмування.